# برايان ودال (لاعب كرة قدم)
برايان ودال (بالإنجليزية: Brian Woodall)‏ هو لاعب كرة قدم بريطاني، ولد في 28 ديسمبر 1987 في بيلفلد في ألمانيا. لعب مع نادي أثرستون تاون.

## وصلات خارجية
- برايان ودال على موقع قاعدة بيانات كرة القدم.إي يو (الإنجليزية)
- برايان ودال على موقع Soccerbase.com (لاعب) (الإنجليزية)
- برايان ودال على موقع Soccerway.com (الإنجليزية)